# Thila (Pferd)
Thila (* 1954; † unbekannt) war ein Englisches Vollblutpferd, das von Walther Eichholz gezogen wurde.

## Rennlaufbahn
Rennrekord:
- 27 Rennen – 14 Siege – 5 Plätze

Der Trainer von Thila war Rheinhold Vaas. Sein erstes Rennen gewann Thilia im Oktober 1956 mit dem Junioren-Preis in Düsseldorf. Thila hatte 1957 ihr erfolgreiches Jahr in Deutschland mit Siegen im  Preis der Diana, Schwarzgold-Rennen, Deutscher Stutenpreis, Aral-Pokal, Preis der Industrie und Wirtschaft und in Frankreich beim Prix du Conseil Municipal. Dabei wurde sie meist von Jupp van der Vlugt oder Alfred Lommatzsch als Jockey geritten.
1958 wurde sie nach Frankreich verkauft und lief dort noch bis 1959. Als Zuchtstute war sie nicht sonderlich erfolgreich.
Thilia wurde 1957 zum ersten Galopper des Jahres gewählt.